# چلسی ممل
چلسی ممل (به انگلیسی: Chellsie Memmel) ژیمناست زادهٔ ۲۳ ژوئن ۱۹۸۸ میلادی اهل کشور ایالات متحده آمریکا است.